# Martin Siničák
Martin Siničák (* 18. května 1980 Zlín) je český divadelní herec.
Dětství prožil v Brně, kde i začal studovat JAMU. Školu však nedokončil. Nastoupil do Divadla v 7 a půl, následně účinkoval i v Divadle Polárka, v Divadle Husa na provázku, Divadle U stolu a Divadle Petra Bezruče. Od roku 2009 do 2014 měl stálé angažmá v Hadivadle. V Mahenově divadle se poprvé objevil v roce 2000 ve hře Sen noci svatojánské, od září 2014 má angažmá v tamějším Národním divadle Brno. V roce 2014 mu byla rovněž udělena Cena Thálie pro mladého umělce do třiatřiceti let.
Hrál v seriálu Most!, filmech Všechno bude fajn, Špindl.

## Role vNdB
- FRANZ MOOR – Loupežníci
- RUPERT CADELL – Provaz
- KRÁL OIDIPÚS – Král Oidipús
- LUCERNA – Vrchní
- MILENCI NEBES – Frédérick Lemaitre
- NOC BLÁZNŮ – Doug
- PERA MARKÝZE DE SADE – Markýz
- PETROLEJOVÉ LAMPY – Pavel Malina
- PŘED VÝCHODEM SLUNCE – Alfred Loth
- SATURNIN – Saturnin
- TEROR – Obhájce
- ŽELARY – Kněz

## Různé mj.
- Kabaret Kafka